# Línea 313 (Interurbanos Madrid)
La línea 313 de la red de autobuses interurbanos de Madrid une el área intermodal de Pavones con Campo Real y Valdilecha.

## Características
Esta línea une Madrid con ambos municipios en aproximadamente 1 hora y 15 minutos. Además presta servicio a Rivas-Vaciamadrid y a Arganda del Rey. Como peculiaridad, a la ida la línea va directa hasta Valdemingómez y hasta la estación de Rivas-Vaciamadrid, mientras que a la vuelta hace casi todas las paradas desde el Puente de Arganda, siendo éstas sólo para la bajada de viajeros. Esta característica la comparte con la línea 326, consiguiendo ambas líneas tener un carácter exprés. Ninguna de las expediciones de fines de semana pasan por el centro de Campo Real y hay también expediciones que salen desde/hasta el Hospital del Sureste, en Arganda del Rey. Otras expediciones están limitadas al centro de este municipio. Estas son algunas expediciones de refuerzo en horas punta, circulando algunas sólo en días lectivas y ninguna del 16 de julio al 31 de agosto. 
La línea presta servicio limitado entre el Centro Comercial Zoco (Arganda del Rey) y Valdilecha las noches de viernes, sábado y víspera de festivos.
En sentido Madrid, pese a que hace todas las paradas desde el Puente de Arganda (exceptuando las dos últimas en Moratalaz), en la práctica si al acercarse a la parada no hay viajeros dispuestos a bajarse, el autobús no recoge viajeros en ninguna de las paradas desde el sitio mencionado, pese a que en ningún momento se especifica que las paradas sean de bajada. De esta manera, los viajeros que quieran subirse en este tramo son derivados a las líneas de Rivas (331, 332, 333 y 334), debido a que estas tienen menor tiempo de viaje y una longitud que no llega a los 25-30 kilómetros. Esto se hace con el fin de mejorar la fluidez de esta línea, así como de las líneas 326, 336, 337, 351, 352 y 353 pues todas las mencionadas tienen una duración en muchas ocasiones superior a la hora y una longitud que por lo general no es menor a 50 kilómetros. 
La línea no mantiene los mismos horarios todo el año, desde el 16 de julio al 31 de agosto se reducen el número de expediciones los días laborables entre semana (sábados laborables, domingos y festivos tienen los mismos horarios todo el año), además de los días excepcionales vísperas de festivo y festivos de Navidad en los que los horarios también cambian y se reducen. 
Está operada por la empresa ALSA mediante la concesión administrativa VCM-302 - Madrid – Arganda del Rey – Villar del Olmo – Ambite – Driebes (Viajeros Comunidad de Madrid) del Consorcio Regional de Transportes de Madrid.

### Sublíneas
Aquí se recogen todas las distintas sublíneas que ha tenido la línea 313. La denominación de sublíneas que utiliza el CRTM es la siguiente:
- Número de línea (313)
- Sentido de circulación (1 ida, 2 vuelta)
- Número de sublínea

Por ejemplo, la sublínea 313108 corresponde a la línea 313, sentido 1 (ida) y el número 08 de numeración de sublíneas creadas hasta la fecha.
| Ida    | Ruta                           | Itinerario                                                           | Vuelta | Ruta                             | Itinerario                                                                 |
| ------ | ------------------------------ | -------------------------------------------------------------------- | ------ | -------------------------------- | -------------------------------------------------------------------------- |
| 313101 | -                              | Madrid - Valdilecha                                                  | 313201 | -                                | Valdilecha - Madrid                                                        |
| 313102 | z                              | Arganda (Zoco) - Valdilecha                                          | 313202 | z                                | Valdilecha - Arganda (Zoco)                                                |
| 313103 | No existe la ruta "p" de ida   | No existe la ruta "p" de ida                                         | 313203 | p                                | Valdilecha - La Poveda, sin paso por Hospital                              |
| 313104 | i                              | Instituto La Poveda - Valdilecha                                     | 313204 | No existe la ruta "i" de vuelta  | No existe la ruta "i" de vuelta                                            |
| 313105 | c                              | Madrid - Valdilecha, sin paso por ayuntamiento de Campo Real         | 313205 | c                                | Valdilecha - Madrid, sin paso por ayuntamiento de Campo Real               |
| 313106 | zc                             | Arganda (Zoco) - Valdilecha, sin paso por ayuntamiento de Campo Real | 313206 | zc                               | Valdilecha - Arganda (Zoco), sin paso por ayuntamiento de Campo Real       |
| 313107 | No existe la ruta "vh" de ida  | No existe la ruta "vh" de ida                                        | 313207 | vh                               | Valdilecha - Hospital del Sureste                                          |
| 313108 | No existe la ruta "vch" de ida | No existe la ruta "vch" de ida                                       | 313208 | vch                              | Valdilecha - Hospital del Sureste, sin paso por ayuntamiento de Campo Real |
| 313109 | ac                             | Arganda - Campo Real                                                 | 313209 | No existe la ruta "ac" de vuelta | No existe la ruta "ac" de vuelta                                           |
| 313110 | ma                             | Madrid - Arganda                                                     | 313210 | ma                               | Arganda - Madrid                                                           |

## Horarios

### 1 septiembre - 15 julio
| Lunes a viernes laborables              | Lunes a viernes laborables | Sábados laborables, domingos y festivos | Sábados laborables, domingos y festivos |
| Madrid > Valdilecha                     | Valdilecha > Madrid        | Madrid > Valdilecha                     | Valdilecha > Madrid                     |
| 06:00                                   | 05:30                      | 08:00                                   | 07:00                                   |
| 07:00                                   | 06:30                      | 08:30                                   | 08:30                                   |
| 07:00                                   | 06:45                      | 10:00                                   | 10:00                                   |
| 07:40                                   | 07:00                      | 11:30                                   | 11:30                                   |
| 08:00                                   | 07:00                      | 13:30                                   | 13:00                                   |
| 08:30                                   | 07:30                      | 14:30                                   | 14:00                                   |
| 09:00                                   | 07:35                      | 15:30                                   | 16:00                                   |
| 09:30                                   | 07:40                      | 15:30                                   | 17:00                                   |
| 10:00                                   | 08:30                      | 17:30                                   | 18:30                                   |
| 11:00                                   | 08:40                      | 18:30                                   | 20:00                                   |
| 11:15                                   | 09:30                      | 21:30                                   | 23:00                                   |
| 12:00                                   | 10:00                      | Noches de sábados laborables            | Noches de sábados laborables            |
| 12:00                                   | 10:30                      | 24:00                                   | 00:45                                   |
| 13:00                                   | 11:30                      | 01:30                                   | 02:15                                   |
| 13:45                                   | 12:15                      | 03:00                                   |                                         |
| 14:00                                   | 12:30                      |                                         |                                         |
| 14:30                                   | 13:30                      |                                         |                                         |
| 15:00                                   | 14:30                      |                                         |                                         |
| 15:30                                   | 14:45                      |                                         |                                         |
| 16:30                                   | 15:00                      |                                         |                                         |
| 17:30                                   | 16:00                      |                                         |                                         |
| 18:00                                   | 17:00                      |                                         |                                         |
| 18:30                                   | 17:00                      |                                         |                                         |
| 19:30                                   | 18:00                      |                                         |                                         |
| 20:30                                   | 19:00                      |                                         |                                         |
| 21:30                                   | 20:00                      |                                         |                                         |
| 22:30                                   | 21:00                      |                                         |                                         |
|                                         | 22:00                      |                                         |                                         |
| 23:00                                   |                            |                                         |                                         |
| Noches de viernes y vísperas de festivo |                            |                                         |                                         |
| 24:00                                   | 00:45                      |                                         |                                         |
| 01:30                                   | 02:15                      |                                         |                                         |
| 03:00                                   |                            |                                         |                                         |

### 16 julio - 31 agosto
| Lunes a viernes laborables              | Lunes a viernes laborables | Sábados laborables, domingos y festivos | Sábados laborables, domingos y festivos |
| Madrid > Valdilecha                     | Valdilecha > Madrid        | Madrid > Valdilecha                     | Valdilecha > Madrid                     |
| 06:00                                   | 05:30                      | 08:00                                   | 07:00                                   |
| 07:00                                   | 06:30                      | 08:30                                   | 08:30                                   |
| 07:00                                   | 07:30                      | 10:00                                   | 10:00                                   |
| 08:00                                   | 08:30                      | 11:30                                   | 11:30                                   |
| 09:00                                   | 09:30                      | 13:30                                   | 13:00                                   |
| 10:00                                   | 10:30                      | 14:30                                   | 14:00                                   |
| 11:00                                   | 11:30                      | 15:30                                   | 16:00                                   |
| 12:00                                   | 12:30                      | 15:30                                   | 17:00                                   |
| 13:00                                   | 13:30                      | 17:30                                   | 18:30                                   |
| 14:00                                   | 15:00                      | 18:30                                   | 20:00                                   |
| 14:30                                   | 16:00                      | 21:30                                   | 23:00                                   |
| 15:00                                   | 17:00                      | Noches de sábados laborables            | Noches de sábados laborables            |
| 16:30                                   | 18:00                      | 24:00                                   | 00:45                                   |
| 17:30                                   | 19:00                      | 01:30                                   | 02:15                                   |
| 18:30                                   | 20:00                      | 03:00                                   |                                         |
| 19:30                                   | 21:00                      |                                         |                                         |
| 20:30                                   | 22:00                      |                                         |                                         |
| 21:30                                   | 23:00                      |                                         |                                         |
| 22:30                                   |                            |                                         |                                         |
| Noches de viernes y vísperas de festivo |                            |                                         |                                         |
| 24:00                                   | 00:45                      |                                         |                                         |
| 01:30                                   | 02:15                      |                                         |                                         |
| 03:00                                   |                            |                                         |                                         |

1. 1 2 3 4 5 6 7 8 9 10 11 12 13 14 15 16 17 18 19 20 21 22  Procede del Zoco de Arganda del Rey.
2. 1 2 3 4 5 6 7 8 9 10 11 12 13 14 15 16 17 18 19 20 21 22 23 24 25 26 27 28 29 30 31 32 33 34 35 36 37 38 39 40 41 42 43 44 45 46 47 48 49 50 51 52 53 54 55 56 57 58 59 60 61 62 63 64  Sin parada en el ayuntamiento de Campo Real.
3. 1 2 3 4  Hasta Arganda del Rey (Carretera de Loeches).
4. 1 2 3 4 5 6 7 8 9 10 11  Hasta el Hospital del Sureste (Arganda del Rey).
5. 1 2 3 4  Procede de Arganda del Rey (Paseo de la Estación).
6. 1 2 3  Solo días lectivos.
7. ↑  Hasta La Poveda, sin paso por el Hospital del Sureste.
8. 1 2 3  Procede del Instituto de F.P. La Poveda, sin paso por el Hospital del Sureste.
9. 1 2 3 4 5 6 7 8  Hasta el Zoco de Arganda del Rey.

## Recorrido y paradas
NOTA: Debido a las obras del nuevo intercambiador de Conde de Casal, las paradas sombreadas en naranja sustituyen a aquellas sombreadas en rojo, desde el 17 de febrero de 2025 hasta fin de obras.

### Sentido Valdilecha
La línea inicia su recorrido en el intercambiador de Conde de Casal, en este punto se establece correspondencia con las líneas del Corredor 3 con cabecera aquí así como algunas líneas urbanas. En la superficie efectúan parada varias líneas urbanas con las que tiene correspondencia, y en la cercanía enlaza con Metro de Madrid.
Tras abandonar el intercambiador, la línea sale a la Autovía del Este, por la que se dirige hacia Valencia. Realiza después parada en Valdemingómez.
Pasado Valdemingómez efectúa parada en la vía de servicio de la salida 20 a la altura de Rivas-Vaciamadrid, dando una parada a este municipio. Seguidamente prosigue su camino por dicha autovía efectuando paradas en el barrio de Puente de Arganda.
Después se desvia de la autovía y entra a Arganda del Rey por los barrios cercanos del Hospital del Sureste, circulando por la Avda. del Ejército y en la Ctra. de Loeches, siguiendo de frente por esta última.
Al terminar el núcleo de Arganda, en la rotonda gira hacia Campo Real por la M-209, pasando por la Urbanización Montehermoso, continuando así por esta carretera y entrando al municipio de Campo Real. Sigue por esta carretera hasta Valdilecha, donde ofrece sus últimas paradas en dicha localidad.
| Código                                                                            | Parada                                    | Común con                                   | Conexiones con Metro | Municipio         | Zona |
| --------------------------------------------------------------------------------- | ----------------------------------------- | ------------------------------------------- | -------------------- | ----------------- | ---- |
| 08366                                                                             | Av. Mediterráneo - Conde Casal            | 312 312A 326 341                            | Conde de Casal       | Madrid            |      |
| 3027                                                                              | PAVONES (Intercambiador)                  |                                             | Pavones              | Madrid            |      |
| 07442                                                                             | Ctra. A3 - Valdemingómez                  | 312 312A 326 336 337 339                    |                      | Madrid            |      |
| 21072                                                                             | Ctra. A3 - Est. Rivas Vaciamadrid         | 312 312A 326 336 337 351 352 353            | Rivas-Vaciamadrid    | Rivas-Vaciamadrid |      |
| 09180                                                                             | Ctra. A3 - Puente de Arganda              | 312 312A 326 330 336 337 351 352 353        |                      | Arganda del Rey   |      |
| Las expediciones que pasan por el Hospital del Sureste hacen la siguiente parada  |                                           |                                             |                      |                   |      |
| 17491                                                                             | Ronda Sur - Hospital del Sureste          | 322 330 350A 350B 350C 2 4                  |                      | Arganda del Rey   |      |
| A partir de aquí el itinerario es el normal                                       |                                           |                                             |                      |                   |      |
| 18643                                                                             | Praga - Pza. Bratislava                   | 4                                           |                      | Arganda del Rey   |      |
| 18640                                                                             | Av. Roma - Av. Haya                       | 4                                           |                      | Arganda del Rey   |      |
| 18631                                                                             | Av. Lisboa - Av. Estocolmo                | 4                                           |                      | Arganda del Rey   |      |
| 10622                                                                             | Av. Ejército - Pol. Ind. San Sebastián    | 321 322 330 4                               |                      | Arganda del Rey   |      |
| 07454                                                                             | Av. Ejército - Vereda del Melero          | 312 312A 321 322 350A 350B 350C 1           | Arganda del Rey      | Arganda del Rey   |      |
| 07455                                                                             | Av. Ejército - Pza. Bienvenida            | 312 312A 321 322 350A 350B 350C 1           |                      | Arganda del Rey   |      |
| La siguiente parada es cabecera de las expediciones de refuerzo limitadas al zoco |                                           |                                             |                      |                   |      |
| 07461                                                                             | Ctra. Loeches - Zoco                      | 312 312A 320 321 322 326 350A 350B 350C 1 2 |                      | Arganda del Rey   |      |
| 10655                                                                             | Ctra. Loeches - Dr. Escribano Ortiz       | 285 320 321 322 326 350A 350B 350C 1 2      |                      | Arganda del Rey   |      |
| 13014                                                                             | Av. Valdearganda - Pza. Progreso          | 320 321 1                                   |                      | Arganda del Rey   |      |
| 09750                                                                             | Av. Alcalá de Henares - Urb. Los Villares | 320 321 1                                   |                      | Arganda del Rey   |      |
| 09755                                                                             | Ctra. M209 - Urb. Montehermoso            | 320 321                                     |                      | Campo Real        |      |
| 09753                                                                             | Ctra. M209 - Barrio de la Virgen          | 320 321                                     |                      | Campo Real        |      |
| La expedición que no pasa por el centro de Campo Real no realiza esta parada      |                                           |                                             |                      |                   |      |
| 09169                                                                             | Pza. Mayor - Ayuntamiento                 | 321                                         |                      | Campo Real        |      |
| A partir de aquí el itinerario es el normal                                       |                                           |                                             |                      |                   |      |
| 09168                                                                             | Gta. San Sebastián - Av. Arganda          | 320 321                                     |                      | Campo Real        |      |
| 18496                                                                             | Ctra. Villar del Olmo - Piscina Municipal | 321                                         |                      | Campo Real        |      |
| 09756                                                                             | Alcalá - Espino                           |                                             |                      | Valdilecha        |      |
| 09757                                                                             | Alcalá - Mayor                            |                                             |                      | Valdilecha        |      |

### Sentido Madrid
La línea comienza en la localidad de Valdilecha y sigue de frente en sentido Campo Real, donde sale hacia la M-204 y M-209. Prosigue su viaje por dicha carretera hasta la primera rotonda del municipio de Campo Real.
En Campo Real pasa por la Ctra. de Loeches, la Avenida de Arganda y la Carretera a Madrid realizando paradas en dichas calles, y en la Urbanización Montehermoso, en las afueras del núcleo urbano.
Al terminar el trayecto se dirige hacia Arganda, realizando paradas en las avenidas de Alcalá y Valdearganda, Pº de la Estación y los barrios del Hospital del Sureste.
Después continúa su camino dirección Madrid, pasando por la vía de servicio de la salida 21 y efectuando parada en el barrio de Puente de Arganda. Después se desvía por la siguiente salida parando cerca de la estación de metro de Rivas-Vaciamadrid.
Continúa su camino por la vía de servicio hasta salir por la calzada central a la altura del Ensanche de Vallecas. Después para en el barrio de Santa Eugenia y en la vía de servicio a la altura de la Universidad Politécnica llegando así al intercambiador de Conde de Casal.
| Código                                                                              | Parada                                    | Común con                                                         | Conexiones con Metro y Cercanías | Municipio         | Zona |
| ----------------------------------------------------------------------------------- | ----------------------------------------- | ----------------------------------------------------------------- | -------------------------------- | ----------------- | ---- |
| 09662                                                                               | Alcalá - Miguel de Cervantes              |                                                                   |                                  | Valdilecha        |      |
| 09830                                                                               | Alcalá - Cañada                           |                                                                   |                                  | Valdilecha        |      |
| 18792                                                                               | Ctra. Villar del Olmo - Los Altos         | 321                                                               |                                  | Campo Real        |      |
| La expedición que no pasa por el centro de Campo Real no realiza esta parada        |                                           |                                                                   |                                  |                   |      |
| 09169                                                                               | Pza. Mayor - Ayuntamiento                 | 321                                                               |                                  | Campo Real        |      |
| A partir de aquí el itinerario es el normal                                         |                                           |                                                                   |                                  |                   |      |
| 09168                                                                               | Gta. San Sebastián - Av. Arganda          | 320 321                                                           |                                  | Campo Real        |      |
| 09167                                                                               | Ctra. M209 - Barrio de la Virgen          | 320 321                                                           |                                  | Campo Real        |      |
| 09755                                                                               | Ctra. M209 - Urb. Montehermoso            | 320 321                                                           |                                  | Campo Real        |      |
| 09751                                                                               | Av. Alcalá de Henares - Urb. Los Villares | 320 321 1                                                         |                                  | Arganda del Rey   |      |
| 13015                                                                               | Av. Valdearganda - Pza. Progreso          | 320 321 1                                                         |                                  | Arganda del Rey   |      |
| 07462                                                                               | Ctra. Loeches - Parque                    | 285 312 312A 320 326 1 2                                          |                                  | Arganda del Rey   |      |
| 12198                                                                               | P.º Estación - Est. Arganda del Rey       |                                                                   | Arganda del Rey                  | Arganda del Rey   |      |
| 18630                                                                               | Av. Lisboa - Av. Estocolmo                |                                                                   |                                  | Arganda del Rey   |      |
| 18641                                                                               | Av. Londres - Av. Haya                    |                                                                   |                                  | Arganda del Rey   |      |
| 21188                                                                               | Praga - Av. Bratislava                    |                                                                   |                                  | Arganda del Rey   |      |
| Las expediciones que pasan por el Hospital del Sureste realizan la siguiente parada |                                           |                                                                   |                                  |                   |      |
| 17490                                                                               | Ronda Sur - Hospital del Sureste          | 321 322 330 350A 350B 350C 2 4                                    |                                  | Arganda del Rey   |      |
| A partir de aquí el itinerario es el normal                                         |                                           |                                                                   |                                  |                   |      |
| 07501                                                                               | Ctra. A3 - Puente de Arganda              | 312 312A 326 330 336 337                                          |                                  | Arganda del Rey   |      |
| 21073                                                                               | Ctra. A3 - Est. Rivas Vaciamadrid         | 312 312A 326 351 352 353                                          | Rivas-Vaciamadrid                | Rivas-Vaciamadrid |      |
| 07526                                                                               | Ctra. A3 - Valdemingómez                  | 312 312A 326 336 337 339                                          |                                  | Madrid            |      |
| 07529                                                                               | Av. Mediterráneo - Santa Eugenia          | 312 312A 326 331 332 333 334 336 337 339 341 351 352 353          | Santa Eugenia                    | Madrid            |      |
| 2613                                                                                | Mediterráneo - Democracia                 | 63 145 E 312 312A 326 331 332 333 334 336 337 339 341 351 352 353 |                                  | Madrid            |      |
| 4283                                                                                | Mediterráneo - Fuente Carrantona          | 145 E 312 312A 326 331 332 333 334 336 337 339 341 351 352 353    |                                  | Madrid            |      |
| 08366                                                                               | Av. Mediterráneo - Conde Casal            | 312 312A 326 341                                                  | Conde de Casal                   | Madrid            |      |
| 3027                                                                                | PAVONES (Intercambiador)                  |                                                                   | Pavones                          | Madrid            |      |

## Material móvil
| Marca         | Modelo       | Año        | Combustible |
| ------------- | ------------ | ---------- | ----------- |
| Volvo         | B8R          | 2017       | Diésel      |
| Mercedes-Benz | Intouro      | 2018 -2020 | Diésel      |
| Scania        | Interlink LD | 2019       | Híbrido     |